# Fattori di spinta e di attrazione
Nei processi di migrazione umana con il termine fattori di spinta (push factors) ci si riferisce alle condizioni che spingono un singolo individuo o un gruppo umano a migrare, nello stesso processo migratorio, i fattori di attrazione (pull factors) sono le condizioni che attraggono un individuo o un gruppo umano, che è spinto a muoversi per raggiungerle, esistono tre principali fattori di spinta e di attrazione: fattori socio-politici, fattori demografici ed economici e fattori ambientali. I fattori di spinta e di attrazione sono condizioni fortemente legate in quanto la loro combinazione determina il processo migratorio.

## Descrizione

### Influenza dei fattori di spinta e di attrazione sul progetto migratorio
Il fenomeno migratorio causato dai push factors investe individui o comunità mossi da una decisione complessa, determinata, secondo i demografi, da forze che attirano queste comunità verso un determinato luogo che costituisce la meta. Tale decisione coinvolge tutta l'identità dell'individuo e le reti di persone rispetto alle quali tali identità si è costruita.

Generalmente i fattori di spinta alla scelta migratoria sono rappresentati da:
- situazioni di sottosviluppo, miseria, sottoalimentazione
- impossibilità di ottenere un livello minimo di sopravvivenza
- persecuzioni di tipo politico o religioso
- impossibilità di soddisfare bisogni di ordine materiale
- mancanza di un'occupazione stabile
- impedimento alla realizzazione di un progetto personale
- emergenze di carattere ambientale
- esigenza di svincolo da legami comunitari
- difficoltà legate alla realizzazione personale dell'individuo secondo le proprie aspirazioni.

Queste condizioni, vissute in maniera negativa, fanno sì che l'individuo, trovandosi in una situazione di sofferenza nel luogo dove fino a quel momento si è manifestata la sua identità, pensi ad un progetto migratorio che tenga conto di territori dove i fattori di attrazione rappresentano la possibilità di realizzare le sue aspettative di vita.
Oggi ciò avviene, ad esempio, per gli emigranti dei paesi del Terzo mondo attratti dal mito dell'Occidente ricco, forte dal punto di vista delle risorse, del lavoro e delle opportunità, unito all'immagine di una società democratica e moderna veicolata dalla scuola o dai mezzi di comunicazione di massa. 
Alla creazione di tale immagine contribuiscono non solo le popolazioni autoctone (insiders) che sperimentano dall'interno la vita in quel luogo, dandone una visione condizionata dalla propria emotività e dal proprio vissuto e per questo soggettiva, ma anche tutti quei soggetti che entrano in relazione col territorio temporaneamente (outsiders).
Gli insiders e gli outsiders contribuiscono alla creazione di un “marchio di riconoscimento” che può anche assumere una dimensione internazionale. Secondo il modello di Hagerstrand questa immagine, responsabile principale dei fattori di attrazione, può diffondersi nello spazio e nel tempo per espansione, per spostamento oppure per espansione e spostamento allo stesso tempo. Nella diffusione per espansione, Hagerstrand individua un'area forte dove il fenomeno viene creato e nel tempo si espande in territori sempre più ampi.
La diffusione per spostamento o per rilocalizzazione, invece, tipica dei movimenti migratori sia coloniali che moderni, è un tipo di diffusione senza contatto che ha inizio in un'area forte e, nel tempo, si trasferisce in aree diverse, lontane dal luogo originario. Nel terzo modello di diffusione, si ha la combinazione dei due modelli precedenti. Questa immagine, nel momento in cui di diffonde, diventa la destinazione del progetto migratorio.

### Teorie economiche derivanti dalla teoria push-pull
Diverse teorie sono state sviluppate per delineare modelli internazionali di migrazioni e tutte rappresentano varianti della teoria push-pull. In primo luogo, la teoria economica neoclassica sostiene che la migrazione internazionale è legata alla fornitura globale e alla domanda di lavoro. Nazioni con offerta di lavoro scarsa e domanda elevata offriranno alti salari, che attirano immigrati da nazioni con un surplus di lavoro. Questa teoria considera le migrazioni come il risultato di un semplice squilibrio economico nel salario percepito nei diversi paesi. Finché i salari saranno differenti, le migrazioni internazionali persisteranno.
In secondo luogo, la teoria del mercato del lavoro sostiene che le principali economie mondiali sono strutturate in modo da richiedere un certo livello di immigrazione. Questa teoria suggerisce che le economie sviluppate sono dualiste: hanno un mercato primario del lavoro sicuro, ben remunerato, e un mercato secondario a basso salario. La stessa teoria sostiene che gli immigrati vengono assunti per coprire posti di lavoro necessari per l'economia nel suo complesso, ma evitati dalla popolazione autoctona a causa delle cattive condizioni di impiego.
In terzo luogo, la teoria del sistema-mondo considera la migrazione internazionale come un sottoprodotto del capitalismo globale perché le risorse economiche del pianeta vengono ridistribuite a partire da un “nucleo” (paesi ricchi) verso le “periferie” (paesi poveri): lo sviluppo industriale dei paesi del Primo mondo genera ricchezza mentre i Paesi del Terzo mondo acquistano importanza soltanto come luogo di approvvigionamento di forza lavoro e materie prime. In questo meccanismo di distribuzione impari, il mercato e le sue leggi diventano il mezzo con il quale i paesi ricchi sfruttano a loro vantaggio i paesi poveri che vengono così considerati ottimi fornitori di risorse naturali a basso costo e nello stesso tempo acquirenti obbligati di prodotti finiti.
Chi emigra non è integrato nelle economie di sussistenza del proprio paese ma sente, come deprivazione grave, la mancanza di beni di consumo da acquistare sul mercato..

## I fattori di spinta e di attrazione in prospettiva storica

### Le migrazioni nella transizione dalla società agraria alla società industriale
L'Europa del XVIII secolo vide spostarsi i più svariati gruppi di migranti sia via mare sia via terra, per periodi temporanei o permanenti. I fattori di spinta alla migrazione, in questo secolo, furono rappresentati principalmente da motivi di lavoro, ad opera di architetti, artisti ed esperti in varie tecniche, lavoratori stagionali o ambulanti, soldati, marinai e addetti ai servizi coloniali.
Frequente inoltre la migrazione per colonizzazione come ad esempio quella delle campagne di popolamento in Prussia o dell'insediamento di coloni nella Russia di Caterina II.
Un'altra forma caratteristica di questo periodo furono le migrazioni transatlantiche degli Indentured Servants cioè di coloro che riscattavano il prezzo del viaggio verso il Nuovo Mondo con prestazioni lavorative, sottoscrivendo un contratto di servitù; alla scadenza del contratto ricevevano un piccolo appezzamento di terreno o una somma in danaro, che poteva servire per avviare un'attività in proprio.
C'erano anche migrazioni di profughi espulsi dai propri luoghi di origine per motivi religiosi, che venivano accolti dai paesi di destinazione non solo in quanto rappresentavano un arricchimento culturale, ma perché costituivano forza lavoro che andava ad aumentare il gettito fiscale. Gli esempi più famosi sono rappresentati,nel XVII secolo, dagli Ugonotti, dai Valdesi e dai Salisburghesi del XVIII secolo.
Dal XVIII secolo, il processo di industrializzazione, che coinvolse inizialmente la Gran Bretagna e poi l'Europa settentrionale, provocò flussi migratori da zone ad economia prevalentemente rurale a zone ad economia prevalentemente industriale. A tale proposito Jan Lucassen, studioso di sistemi di migrazione europea nei primi secoli dell'età moderna, ha esaminato una raccolta di questionari, insieme alle risposte raccolte dal 1808 al 1813, conservati oggi a Parigi.
Lucassen ha potuto dedurre che i flussi migratori di gruppi umani di notevoli dimensioni, sviluppatisi dalle aree di partenza (push areas) verso quelle di destinazione (pull areas), erano caratterizzati da fasi di lavoro fisse all'interno del nucleo familiare e da fasi di lavoro al di fuori di questo.
In genere, caratterizzavano la situazione determinante per le aree di partenza:
- un'insufficienza strutturale della domanda di lavoro, che poteva avere cause ecologiche, economiche, demografiche e sociali
- scarsa produttività agricola dei terreni ad esempio delle zone montane;
- dimensioni aziendali ridotte e antieconomiche
- prezzi eccessivi dei terreni
- interessi dei prestiti troppo alti
- elevata densità demografica
- grandi latifondi molto produttivi concentrati tra pochi proprietari e piccoli appezzamenti di terra scarsamente produttivi distribuiti tra tanti.

### Le migrazioni nell'Europa dell'Ottocento e del primo Novecento
Tra la fine delle guerre napoleoniche e la prima guerra mondiale si verificarono migrazioni proletarie di massa che, nell'era del liberalismo, poterono svilupparsi su larga scala nell'area europea e atlantica.
I fattori di spinta alla migrazione di questo periodo sono da ricercarsi nelle crisi europee generate dalla trasformazione della società agraria in società industriale e dalla sproporzione tra crescita demografica e offerta di lavoro dei paesi di origine.
Tra i fattori di attrazione, vanno indicati lo sviluppo dell'economia atlantica e di quella del Nuovo Mondo e dall'idea che la conquista di facili ricchezze nelle terre d'oltremare avrebbe portato ad un sicuro benessere economico.

### L'Europa, terra d'immigrazione, tra la fine del XX secolo e gli inizi del XXI
Le migrazioni della seconda metà del XX secolo hanno cambiato decisamente origine e destinazione rispetto al passato. L'Europa, luogo da cui si partiva, diventa luogo verso cui i flussi migratori si dirigono e, generalizzando le direzioni dei flussi, non più solo da Sud a Nord.
Le migrazioni di oggi si sono adattate alle condizioni della contemporaneità. Lo sviluppo delle tecnologie dell'informazione, del turismo di massa, del commercio internazionale, l'accelerazione e rapidità dei mezzi di trasporto, hanno favorito la diffusione dei modelli di vita occidentali nei paesi più poveri.
In questo contesto, i media hanno avuto un ruolo preponderante sulle decisioni di spinta all'emigrazione. Hanno favorito nel migrante l'emulazione degli stili di vita occidentali, dando luogo a quel fenomeno che Serge Latouche chiama “l'occidentalizzazione del mondo”.
Il progetto migratorio oggi prevede anche tempi di permanenza all'estero molto più brevi grazie ai mezzi di comunicazione che facilitano gli spostamenti riducendone i tempi e i costi di viaggio (viaggi [low cost]). In passato, invece, si rimaneva nel luogo di destinazione non solo per molti anni ma spesso, a causa delle distanze molto lunghe e di un alto investimento sul progetto migratorio sia in termini economici che di energie impiegate, per tutta la vita.
Inoltre verso le Americhe, in particolare, non si spostano solo individui con scarsa istruzione o senza mezzi finanziari, ma gli studiosi, le persone colte, coloro che nelle Università avranno nuove prospettive di crescita. Questi nuovi fattori di spinta e di attrazione hanno notevoli conseguenze sulla ripartizione delle risorse nel mondo.

### Il caso italiano
La popolazione italiana ha sperimentato in passato il fenomeno della mobilitazione territoriale sotto varie forme: flussi migratori transoceanici verso i Nuovi Mondi, lo spostamento verso le nazioni europee in rapido sviluppo, i movimenti da Sud a Nord e da Est a Ovest dentro i confini nazionali.
L'Italia si è trasformata nel tempo, da paese di emigrazione in paese di grande immigrazione, non solo per il ritorno di emigranti del passato, ma per la comparsa di nuovi flussi migratori internazionali.
La politica italiana ha risposto a queste grandi masse gestendo l'accoglienza in maniera improvvisata e improntata principalmente alla regolarizzazione del fenomeno piuttosto che al miglioramento delle condizioni di vita dei migranti spesso divenuti vittime di pregiudizi culturali e di sfruttamento lavorativo.
Emblematico fu il caso dell'Albania dove alla fine del regime di Enver Hoxha l'arretratezza delle condizioni economiche del paese, le ricorrenti crisi politiche e sociali e la prossimità geografica dell'Italia alimentarono un flusso migratorio imponente: secondo il dipartimento albanese per l'emigrazione circa mezzo milione di albanesi, equivalenti al 15% della popolazione, è emigrato nel periodo tra il 1990 e il 1997.
L'analisi del fenomeno degli ultimi decenni ha rivelato come l'internazionalizzazione del mercato del lavoro in Italia abbia trovato ampio spazio occupazionale nelle opportunità "ad hoc" offerte da mansioni ed in settori che, nelle attuali condizioni di mercato, non trovano un'adeguata risposta nella manodopera locale.
La possibilità di guadagnare anche per un immigrato privo di regolare permesso di soggiorno dipende, in Italia, dall'economia sommersa italiana che ha assunto livelli così alti da attirare forza lavoro dall'estero e che vede impiegati un gran numero di immigrati anche regolari.
Questo fattore ha trovato ampio riscontro anche nella maggiore adattabilità e flessibilità dei lavoratori extracomunitari, dovute a posizioni giuridiche spesso irregolari, che però hanno alimentato nel paese un'"economia informale" tutt'altro che trascurabile nel settore produttivo italiano.
Ad oggi, la forza espulsiva dei paesi di emigrazione non accenna a diminuire e al tempo stesso, la domanda di mano d'opera straniera sembra sempre più orientata ad espandersi piuttosto che a contrarsi.
Come risulta da un'indagine del CENSIS del 2001 su un campione di immigrati di diversa etnia, i motivi prevalenti di scelta dell'Italia quale paese di immigrazione e quindi fattori di attrazione nei territori di partenza sono:
- democrazia e libertà
- benessere e ricchezza
- facilità d'ingresso
- tolleranza e assenza di razzismo nel popolo italiano;
- vicinanza geografica
- aspettativa di un lavoro stabile
- presenza di amici e parenti.

I fattori di spinta che invece hanno portato l'immigrato a lasciare il suo paese di origine, sono così distribuiti in percentuale:
- motivi di natura economica 53%
- motivi familiari 26%
- motivi di studio 21%
- motivi culturali 17%
- motivi politici 10%